# Tony Bray
Anthony Bray, mucho más conocido como Abaddon, es un músico que fue batería de la banda de black metal, speed metal y thrash metal Venom, desde su creación en 1979 hasta 1992 y en la reunión de la formación original entre 1995 y 1999. Fue reemplazado por Anthony Lant el hermano del vocalista Cronos.

## Discografía

### Con Venom
- 1981: Welcome to Hell
- 1982: Black Metal
- 1983: At War With Satan
- 1985: Possessed
- 1987: Calm Before the Storm
- 1989: Prime Evil
- 1991: Temples of Ice
- 1992: The Waste Lands
- 1997: Cast in Stone

- Datos: Q2852819
- Multimedia: Abaddon (musician) / Q2852819